# Церковь Иоанна Кронштадтского (Ростов-на-Дону)
Храм святого праведного Иоанна Кронштадтского — православный храм в городе Ростове-на-Дону. Освящён во имя православного святого Иоанна Кронштадтского. Храм относится к Северо-Западному благочинию Ростовской-на-Дону епархии Русской православной церкви. Был построен в 2010 году по проекту архитектора Генриха Иванова.

## История
Храм во имя святого праведного Иоанна Кронштадтского является единственным студенческим храмом на территории Ростовской-на-Дону епархии. История этого храма началась в 1992 году, когда 29 сентября произошло открытие домовой церкви при Ростовском государственном университете путей сообщения. Первый молебен в этой церкви состоялся 1 сентября 1993 года. В следующем году, 12 июля, архиепископ Ростовский и Новочеркасский Пантелеимон освятил место под строительство, а 26 июля начались строительные работы. Первая Божественная литургия была проведена 3 июня 1994 года.
В скором времени было принято решение о строительстве нового храма Иоанна Кронштадтского. Патриарх Московский и всея Руси Алексий II в 1999 году посетил университет и освятил на площади Народного ополчения закладной камень и место строительства. В 2004 году были возведены купола и крест. При храме работает воскресная школа. С 14 марта 2005 года богослужения прихода перенесены в придел во имя святых апостолов Петра и Павла, устроенный в полуподвальном помещении будущего храма, возводимого в классическом стиле (в отличие от господствующего в Ростове «византийского».